# Kabupaten de Kulon Progo

Le kabupaten de Kulon Progo (en javanais : ꦏꦸꦭꦺꦴꦤ꧀ꦥꦿꦒ, Kulon Praga ˈkulɔn ˈprɔɡɔ, prononcé en indonésien : ˈkulɔn pəˈroɡo) est l'un des quatre kabupaten du territoire spécial de Yogyakarta, en Indonésie. Il est situé sur l'île de Java. Son nom provient du fait qu'il se situe à l'ouest (en javanais kulon) de la rivière Progo. Son chef-lieu est Wates. La majorité de la population du kabupaten est paysanne. Kulon Progo est entouré par les collines de Menoreh. La superficie du kabupaten est de 586,27 km2, et la population était de 388 755 au recensement de 2010 ; la dernière estimation (pour janvier 2014) est de 404 155.

## Histoire
En 1674, le palais de Mataram est attaqué par le prince Trunojoyo de Madura, qui reçoit l'aide du royaume de Gowa. Le palais et le roi Amangkurat subissent des dommages et doivent fuir. 
Pour anticiper les attaques des partisans de Trunojoyo, en 1677 le palais de Mataram dirigé par Amangkurat II en tant que prince héritier d'Amangkurat, je demandai au régent Ponorogo d'obtenir la protection du palais par Bala Warok, un homme doué pour la guerre, et sollicitant l'aide du colonial néerlandais capturer Trunojoyo. Après que Warok de Ponorogo ait gardé le palais de Mataram, Tronojoyo eut des difficultés à pénétrer dans le palais et fut arrêté et finalement condamné à mort en 1679. 
Les Warok qui ont réussi à protéger le palais se sont vu attribuer le prix, un logement dans l'ouest du palais de Mataram afin de faciliter la défense du palais en cas d'attaque du palais. L'endroit s'appelait Kulon Ponorogo et s'appelle maintenant Kulon Progo, qui signifie Keraton Mataram Western Ponorogo. 
La zone qui comprend actuellement le district de Kulon Progo jusqu'à la fin du régime colonial néerlandais est le territoire de deux districts, à savoir Kulon Progo, une région du sultanat Ngayogyakarta et le district d'Adikarto, une région du Duché Pakualaman. Les deux districts ont été fusionnés dans l'administration de Kulon Progo le 15 octobre 1951. 

## Subdivisions administratives
Le kabupaten est divisé en 12 districts, énumérés ci-dessous avec leurs populations au recensement de 2010: 
- Temon (24,471)
- Wates (43 995)
- Panjatan (33.397)
- Galur (29,120)
- Lendah (36,447)
- Sentolo (44,525)
- Pengasih (45.175)
- Kokap (31,124)
- Girimulyo (21 893)
- Nanggulan (27 239)
- Kalibawang (26 802)
- Samigaluh (24 681)

## Sylviculture
Certains efforts de développement local, poursuivis avec le soutien de coopératives locales, visent des activités de reboisement. Les arbres plantés dans la régence pour des raisons commerciales et sociales comprennent Jati ( Teak ou Tecnona grandis ), Acajou ( Swietenia mahagoni ), Albasia ( Albizia ) et sono keliling (Blackwood ou Rosewoon, Dalbergia latifolia ).

## L'aéroport international de Yogyakarta
Le nouvel aéroport international de Yogyakarta est situé dans le kecamatan de Temon à Kulon Progo, entre les plages de Congot et Glagah (qui couvre le village de Palihan, le village de Sindutan, le village de Jangkaran et le village de Glagah) En août 2013, 75% des terres ont été occupées,. 
Un train d'aéroport a été prévu pour desservir Yogyakarta et l'aéroport. Le rail utilise le rail existant ainsi que le nouveau rail de 4 kilomètres reliant la gare de Kedundang à l'aéroport de Temon. À cause du nouveau chemin de fer est seulement court, donc le train sera prêt quand l'aéroport sera prêt à fonctionner. 
Les habitants de la régence de Kulon ont résisté aux projets du nouvel aéroport. Ils affirment qu'il existe plusieurs problèmes environnementaux liés au site proposé, ainsi que des problèmes de sécurité, en raison du risque élevé de tsunamis et d'autres catastrophes naturelles. On craint également que les résidents locaux qui vivent actuellement de l'agriculture en exploitant la région ne soient déplacés.

## Galerie

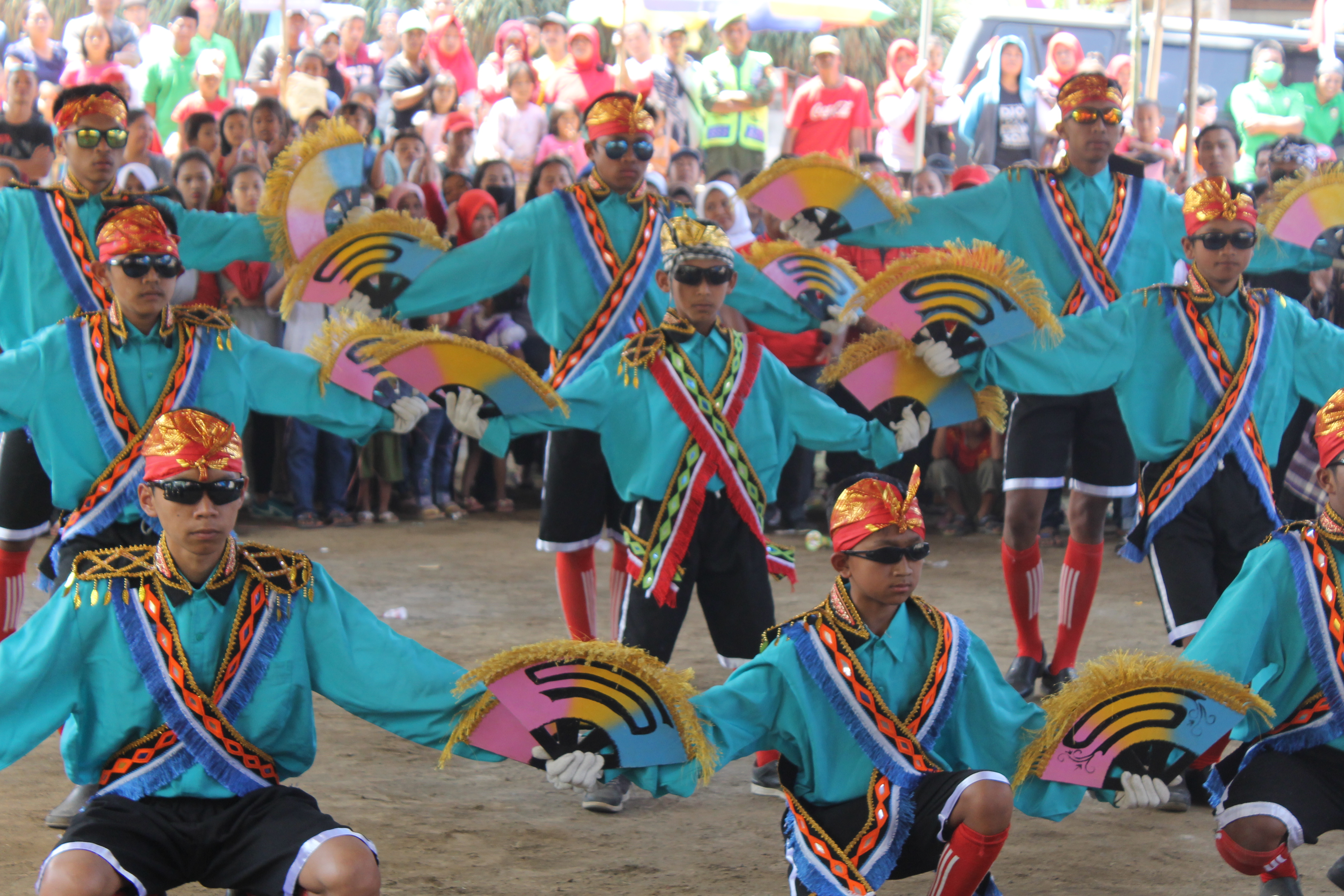
La danse Rodat
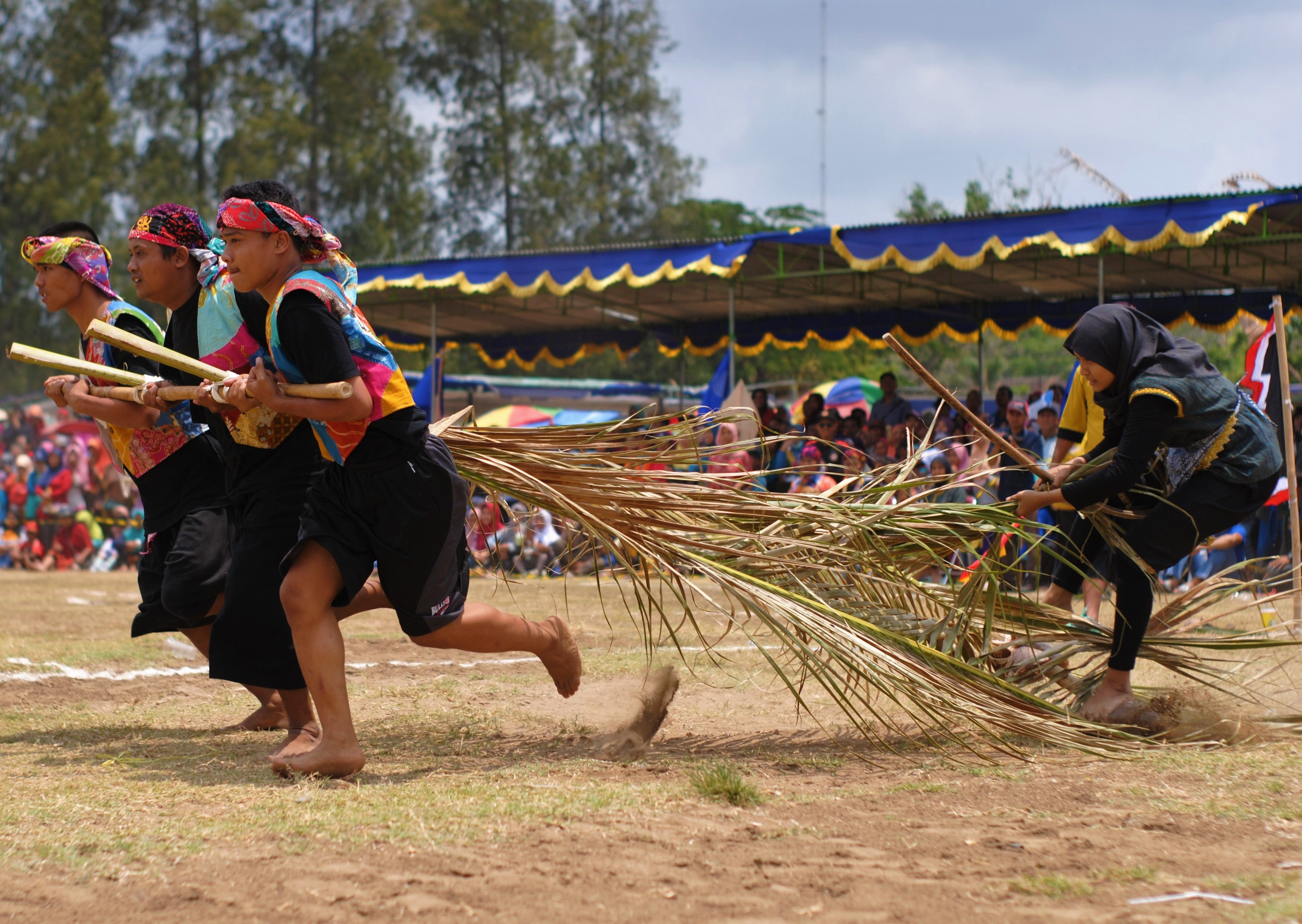
Nglarak blarak, un sport traditionnel de Kulonprogo
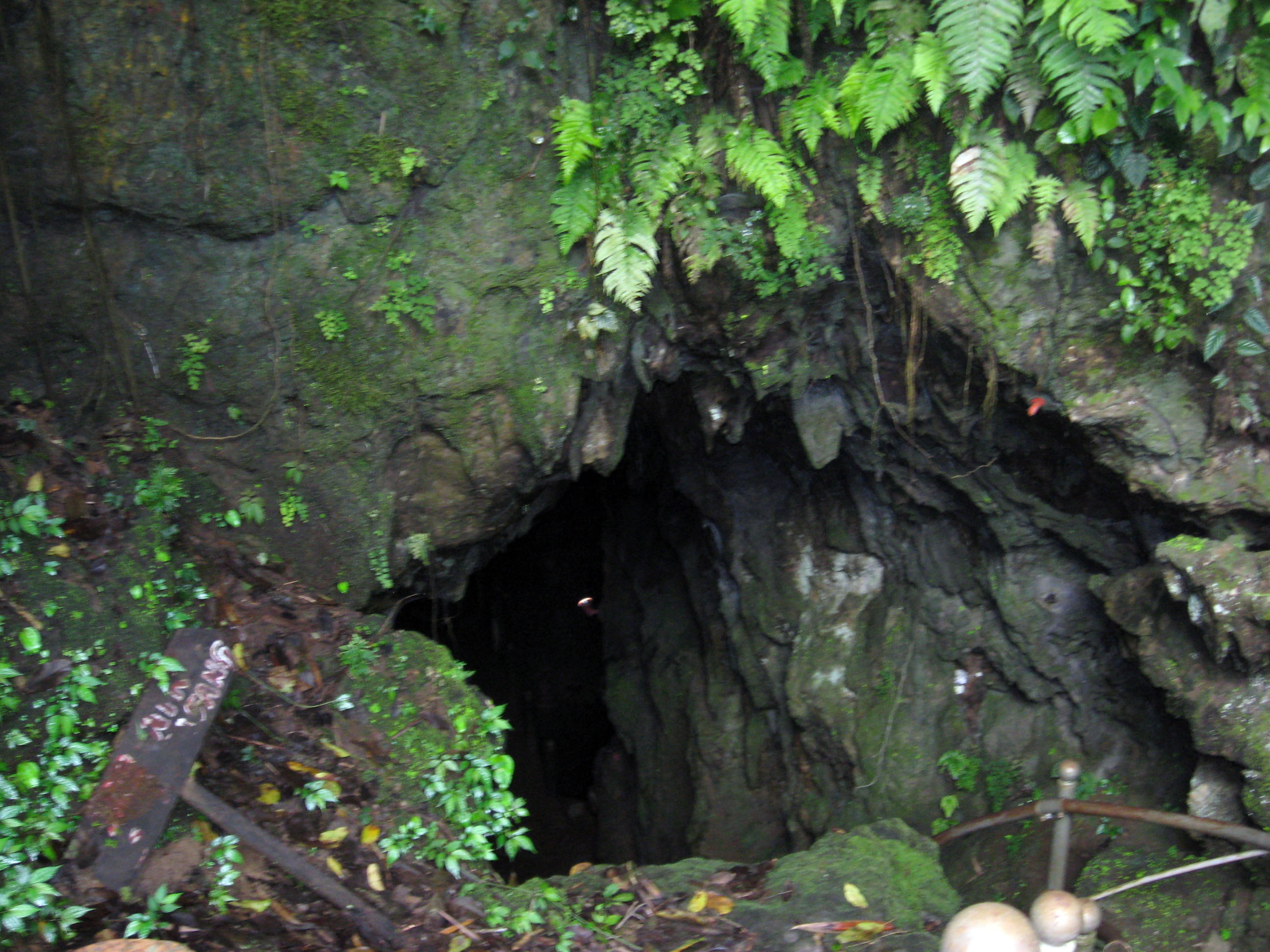
La grotte de Kiskenda, l'une des nombreuses dans le kabupaten de Kulon Progo